# Mischspritze
Als Mischspritze bezeichnet man die Kombination mehrerer Arzneimittel in einer Spritze, so dass sie mit einer Injektion verabreicht werden können. Kritisch ist hierbei, dass es zu Inkompatibilitäten zwischen den verschiedenen Wirkstoffen kommen kann. Diese müssen nicht in Form von Ausfällungen oder Verfärbungen sichtbar sein, weshalb Mischspritzen oder Mischinfusionen nur angewendet werden dürfen, wenn die Sicherheit dieser Zubereitung wissenschaftlich belegt ist. In der Tiermedizin werden Mischspritzen vor allem in der Anästhesie verwendet. Der Vorteil ist, dass mehrere Arzneimittel gleichzeitig gegeben werden. Diese können sich gegenseitig verstärken und somit in geringerer Einzeldosis angewendet werden. Darüber hinaus können mit einem Wirkstoff unerwünschte Wirkungen des anderen aufgehoben werden. Die einmalige Injektion ist insbesondere bei unkooperativen und Wildtieren von Vorteil. Eine klassische Mischspritze ist die Hellabrunner Mischung.